# Gabino Gaínza
Gabino Gaínza y Fernández de Medrano (Vizcaya o Pamplona, España, el 20 de octubre de 1753-México, ca. 1829) fue un militar y político español que hizo su carrera en la América española. En el proceso de las independencias de Hispanoamérica, inicialmente luchó del lado realista —en Chile—, para después, siendo Jefe Político Superior de la provincia de Guatemala, proclamar la independencia y convertirse en presidente de una junta provisional consultiva con delegados que representaban a Chiapas, El Salvador, Honduras, Nicaragua y Costa Rica.

## Militar de carrera
Siendo ya oficial del ejército español arribó al Perú en 1783, donde participó en la represión de la rebelión indígena encabezada por Túpac Amaru. Desde ahí fue traspasado a la guarnición de Guayaquil como coronel a cargo de la flotilla de lanchas cañoneras del puerto. En aquella ciudad, en 1799 contrajo matrimonio con Gregoria, la hermana del futuro patriota ecuatoriano Vicente Rocafuerte.
Continuó una carrera de militar colonial sin mayores sobresaltos, que le permitió llevar la cruz de los Caballeros de San Juan, ser un funcionario de confianza de diversos virreyes del Perú y alcanzar el rango de brigadier y comandante del Regimiento Real de Lima, en 1811.

## Jefe realista de la guerra en Chile
En enero de 1814, fue enviado a Chile por el virrey Abascal. Llevaba consigo los despachos de capitán general del reino y general en jefe de las fuerzas realistas que luchaban contra los primeros gobiernos autónomos chilenos, que actuaban sin ser reconocidos por el virreinato desde el cabildo abierto de 1810. Debía reemplazar a Juan Francisco Sánchez, un humilde capitán de veteranos que ejercía como líder de las fuerzas realistas estacionadas en Chillán desde la muerte del brigadier Antonio Pareja, que en 1813 había desembarcado en Chile con el mismo encargo que Gainza.
La instrucción central dada por Abascal era reavivar la guerra contra los independentistas chilenos, que había caído en una situación de cierta inmovilidad. Para esto se embarcó en El Callao el 31 de diciembre llevando dos piezas de artillería, mil quinientas lanzas, un regular parque, dinero, tabaco, azúcar y un refuerzo de apenas 200 hombres escogidos del regimiento Real de Lima, a los que tras su llegada a Chile se sumaron 700 milicianos de Chiloé.
El desembarco de Gaínza en Arauco, el 31 de enero, no pudo ser evitado por el jefe de las tropas chilenas del sector, Bernardo O'Higgins. En la misma plaza, el 3 de febrero, se reunió con numerosos mapuches en el Parlamento de Quilín de 1814, consiguiendo su adhesión, el reconocimiento de antiguos tratados con la Corona y la promesa del toqui de los arribanos, Mañil, de facilitar 6.000 guerreros.
Con la misma fortuna, Gainza logró unir sus fuerzas a las de Chillán, para así iniciar su trabajosa campaña.
Una de sus columnas, comandada por Ildefonso de Elorriaga, consiguió tomar Talca el 3 de marzo. En esta acción, una pequeña y aislada guarnición patriota fue masacrada. Esta derrota, al igual que la heroica muerte del comandante local, el coronel Carlos Spano, provocó una crisis política en Santiago. La Junta Superior Gubernativa presidida por Agustín Eyzaguirre había abandonado Talca un par de días antes con rumbo a la capital, llevando para su escolta la mayor parte de las fuerzas de la plaza. Producto de esta bochornosa situación cayó la Junta y asumió como Director Supremo Francisco de la Lastra.
Al día siguiente (4 de marzo) Gaínza cosechó otro golpe de suerte de una de sus guerrillas. Esta vez milicianos mandados por Clemente Lantaño hicieron prisioneros a los antiguos jefes del ejército patriota: José Miguel Carrera y Luis Carrera.
Estos dos primeros éxitos contribuyeron al desquiciamiento de la situación política en el bando patriota. Pero la campaña se volvió más incierta con el tiempo. Se entablaron una larga serie de combates y escaramuzas, en la que la suerte no terminaba de favorecer del todo a ninguno de los dos bandos. Gaínza y sus oficiales subordinados salieron alternativamente victoriosos y derrotados de las siguientes acciones:
- Combate de Cuchacucha
- Combate de Gamero
- Combate de Quilo
- Combate de Membrillar
- Desastre de Cancha Rayada
- Combate de Guajardo
- Combate de Río Claro
- Combate de Quechereguas

Al finalizar la última de estas acciones, el 5 de abril de 1814, ambos ejércitos estaban agotados y en pésimas condiciones logísticas. Después de tres meses de operaciones bajo el mando de Gaínza, los realistas habían aumentado el territorio bajo su control, tomando Talcahuano y Concepción, pero este esfuerzo los había debilitado notablemente.
Por lo mismo, fue considerada muy oportuna la noticia de que el comodoro inglés James Hillyar había traído a Chile instrucciones del virrey Abascal para parlamentar con los rebeldes. Tras algunas negociaciones, Gaínza firmó el Tratado de Lircay, por el que se comprometía a abandonar la Provincia de Concepción tras obtener protestas de fidelidad a Fernando VII por parte de los plenipotenciarios patriotas, Bernardo O'Higgins y Juan Mackenna.
Todo indica que el tratado no fue más que la manera en que ambos bandos consiguieron darse una tregua. Gaínza, por lo menos, no abandonó sus posiciones en la fecha acordada. Otro tanto hicieron los patriotas.
Pese a esto, el virrey Abascal se indignó sobremanera con su general al conocer el texto del Tratado de Lircay. No contento con quitarlo de su cargo, reemplazándolo por Mariano Osorio, dispuso que fuera sometido a proceso en Lima, acusado de extralimitarse respecto de sus órdenes originales.

## Resarciendo el prestigio
La corte marcial procedió firmemente contra Gaínza. El brigadier tuvo que esperar bajo vigilancia el fin del proceso de Lima] Aunque Gaínza fue absuelto en 1816, su reputación en el ejército estaba fuertemente dañada. Por lo mismo fue trasladado a Quito y entregado a la jurisdicción del Virreinato de Nueva Granada.
A principios de 1820 Gaínza, ya desligado de superiores que lo miraran con recelo, había obtenido el cargo de General Subinspector de las fuerzas en el Virreinato de Nueva España (México), y en 1821 fue llamado a ejercer el puesto de Jefe Político Superior de la Provincia de Guatemala. En lo militar era capitán general de Guatemala, con jurisdicción sobre Chiapas, Guatemala, El Salvador y Honduras, Nicaragua y Costa Rica.
Contra este nombramiento protestó el nuevo virrey del Perú, Joaquín de la Pezuela, que señaló las supuestas simpatías de Gaínza para con los independentistas. También se quejó el capitán general de Guatemala en ejercicio, Carlos de Urrutia y Montoya, argumentando que Gaínza estaba disminuido debido a su edad (67 años).

## Firma la independencia de Guatemala

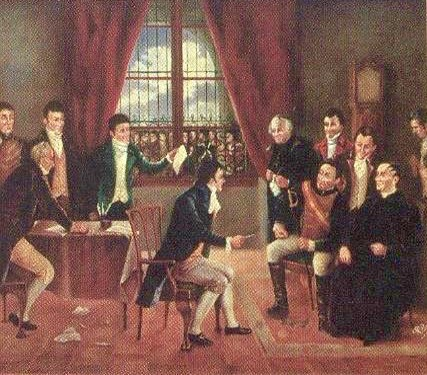
Firma del acta de independencia el 15 de septiembre de 1821. Gaínza sentado a la par de Jose Matias Delgado de la pintura de Rafael Beltranena.

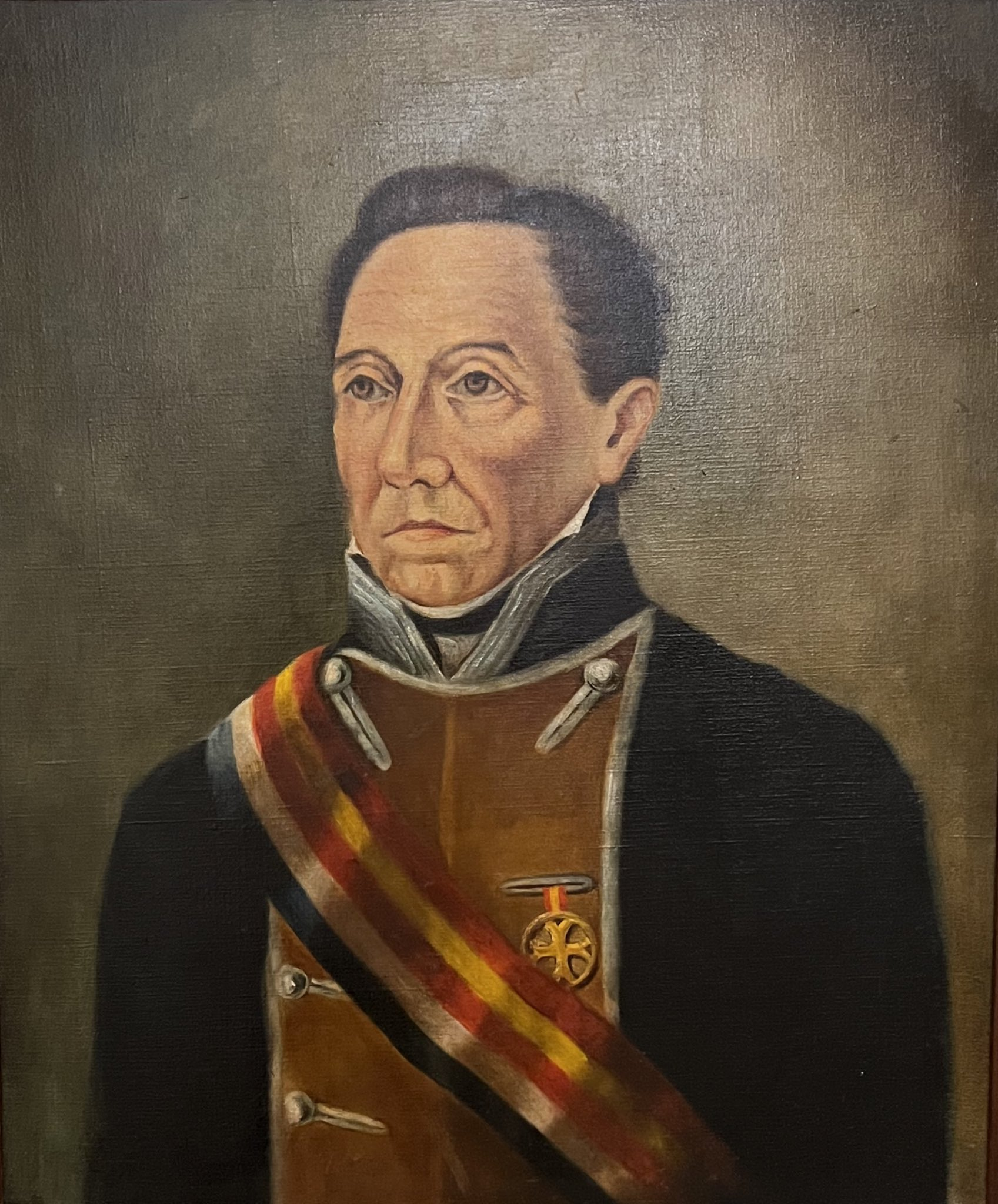
Firmante del Acta de Independencia (15 sept. 1821) Gabino Gaínza (presidente Real Audiencia)

Gaínza obtuvo el nuevo cargo a pesar de la oposición de Urrutia (quien había sofocado una rebelión en agosto de 1820). Desoyendo la opinión de sus doctores (Pedro Molina y Vicente Carranza, ambos independentistas), asumió el ejercicio del poder gubernamental el 9 de marzo de 1821.
En agosto de 1821, México logró su independencia bajo la dirección de Agustín de Iturbide. Gaínza se adaptó a la nueva situación del centro virreinal, colocándose abiertamente del lado del movimiento de independentista. El 15 de septiembre de 1821 llamó a un cabildo en Ciudad de Guatemala, en el que se declaró a la Provincia de Guatemala independiente de la Corona española. La emancipación fue oficializada en un documento, que hoy se conoce como Acta de Independencia de Guatemala, y en el que figura la firma de Gaínza en primer lugar.
La reunión de la Diputación Provincial de Guatemala del 15 de septiembre de 1821 decidió que todo lo acordado debería ser ratificado por un congreso centroamericano a inaugurarse el 1 de marzo de 1822. Hasta su apertura, los titulares políticos, militares y administrativos coloniales deberían permanecer en sus funciones. De este modo Gaínza se hizo, de facto, el primer gobernante de Guatemala independiente ("jefe político", en palabras del Acta). La decisión de independizarse fue imitada por las demás provincias españolas de América Central.

## La anexión a México
Pero quedaba un tema pendiente en la declaración del 15 de septiembre: la situación de Guatemala respecto del recién creado Imperio de México.

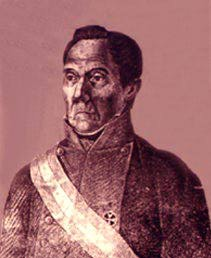
Gabino Gainza. Desempeñó un papel activo en la decisión de anexionarse Centroamérica al imperio mexicano de Agustín de Iturbide, y a menudo mediaba entre las polémicas facciones políticas de la época.

El 29 de octubre de 1821, el ahora presidente de la regencia del Imperio Mexicano, Iturbide, envió a Gaínza un mensaje invitando a Guatemala a formar parte de México. Antes ya había escrito alentando a los centroamericanos a enviar a sus representantes a las futuras Cortes Constituyentes que se reunirían en la capital mexicana. Pero la nueva carta culminaba con el anuncio de un hecho político más concreto. Un numeroso ejército mexicano se dirigía a la frontera con Guatemala.
Gaínza le contestó un mes más tarde, el 3 de diciembre de 1821, que era necesario consultar a diversos cabildos centroamericanos para dar una respuesta sobre la cuestión. Culminaba su contestación con estas elocuentes expresiones: "Espero que Vuestra Excelencia dejará en suspenso sus decisiones, y detendrá la marcha de su división armada, hasta la llegada de mi respuesta que le enviaré por correo el 3 de enero de 1822".
Apenas dos días después de la fecha fatal, el 5 de enero, Gaínza pudo remitir su conteo (aún incompleto): 32 ayuntamientos aceptaban la anexión; 104 aceptaban con condiciones; 2 se oponían de plano, mientras que otros 21 opinaban que esta cuestión sólo podía ser debatida por el congreso que debía reunirse en marzo.
A estos últimos no les faltaba razón, pues la ocurrencia de Gaínza de consultar a los cabildos, aunque le daba algo de tiempo, violaba la disposición n.º 2 del Acta del 15 de septiembre: un "Congreso que debe decidir el punto de independencia general absoluta y fijar en caso de acordarla, la forma de Gobierno y ley fundamental que debe regir".
Pero además surgieron sospechas sobre el recuento mismo, ya que se acusó al secretario de la Junta Consultiva que asesoraba a Gaínza, Mariano Gálvez, de haber acomodado el resultado a favor de la anexión.
Pero es cierto que muchos pueblos (Comayagua, Ciudad Real de Chiapas, Quetzaltenango, Sololá, y la Diputación Provincial de la Provincia de Nicaragua y Costa Rica) se unían por iniciativa propia al Imperio, aun saltando por encima del conducto regular que incluía a Ciudad de Guatemala. Sin embargo, en Costa Rica posteriormente en 1823, se daría la guerra de Ochomogo entre Republicanos contra Imperialistas, con el triunfo de los primeros.
Había por otra parte, ciertas apariencias de unanimidad y mucha presión puesta sobre esta decisión de anexarse a México (ese fue el caso de la ocupación militar mexicana del Estado de Chiapas). Por lo anterior, Gaínza y la Junta Provisional Consultiva declararon la unión del Reino de Guatemala al Imperio de México en un acta firmada el 5 de enero en Ciudad de Guatemala.
Los acontecimientos se precipitaron:
- El 11 de enero El Salvador denunciaba la anexión como ilegítima, se declaraba en rebeldía y bajo la dirección de José Matías Delgado y Manuel José Arce se preparaba para la lucha armada.
- El 23 de enero, Iturbide nombró a Gaínza capitán general de Guatemala con carácter provisional.
- El 25 de febrero Gainza ordenó que se tomara el juramento de adhesión al Imperio de México.
- El 30 de marzo Iturbide dio a Gaínza el título de Lugarteniente General del Reino y le ofreció el puesto de gobernador de una provincia del Imperio o de Nueva Galicia, como premio por sus servicios.
- Gaínza pide el envío de las tropas mexicanas (600 hombres, bajo el mando de Vicente Filisola) ya apostadas en la frontera.
- Las tropas de Vicente Filisola llegaron a Ciudad de Guatemala el 12 de junio.
- El 23 de junio, por orden de Iturbide, Gaínza dejó el poder en manos de Filisola y abandonó el país con rumbo a México.

## El final
Hasta donde se conoce, Iturbide no cumplió las promesas hechas a Gaínza. El viejo militar no recibió gobernación de ínsula alguna. Sólo se sabe que murió envuelto en la más absoluta pobreza, después de una vida trashumante de servicio a los virreyes americanos, alrededor del año 1829.
| Predecesor: Carlos de Urrutia y Montoya | Capitán General de Guatemala 9 de marzo de 1821-23 de junio de 1822            | Sucesor: Brigadier Vicente Filísola |
| Predecesor: Juan Francisco Sánchez      | General en Jefe del Ejército español de Chile 31 de enero-13 de agosto de 1814 | Sucesor: Mariano Osorio             |